# Cristóvão Buondelmonti

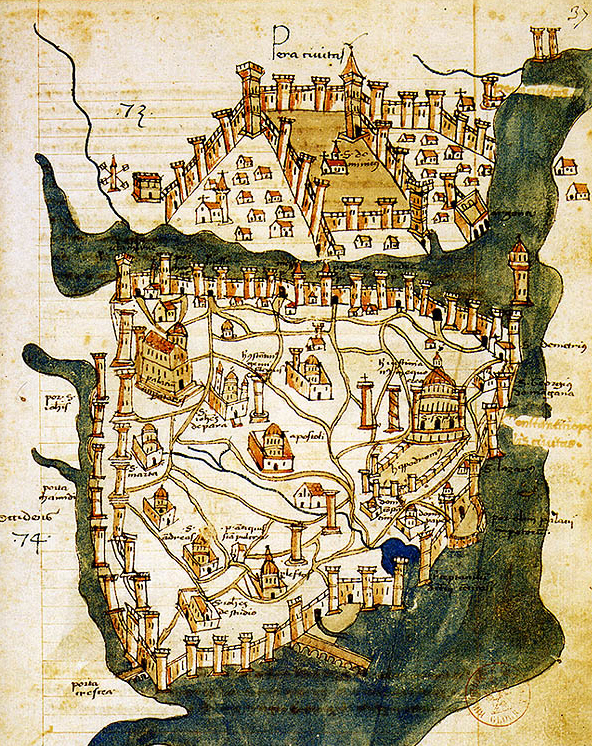
Mapa de Constantinopla (1422) por Buondelmonti, contido em Liber insularum Archipelagi (Biblioteca Nacional da França, Paris).

Cristóvão Buondelmonti (em italiano: Cristoforo Buondelmonti; Florença, 1386 - c. 1430) foi um monge, viajante e cartógrafo italiano. Foi discípulo do poeta Guarino de Verona através do qual ele conheceu Niccolò Niccoli. Ele deixou Florença em torno de 1414 a fim de viajar, principalmente nas ilhas gregas, especialmente Rodes (local onde aprendeu grego), Creta (visitou pelo menos duas vezes) e Chipre. Ele visitou Constantinopla na década de 1420.
Ele é o autor de dois trabalhos histórico-geográficos: o Descriptio Insulae Cretae (1417, em colaboração com Niccolò Niccoli) e o Liber insularum Archipelagi (1420). Com seus trabalhos este criou um novo gênero literário no qual misturava-se o simbolismo das cartas náuticas corográficas com a descrição histórica de locais visitados. O último contem o mais antigo mapa sobrevivente de Constantinopla, e o único que antecede a conquista otomana da cidade em 1453. Além disso, embora escrito no século XV, apenas foi publicado por um suíço, Gabriel Rudolf Ludwig von Sinner, em 1824.